# Soulgas corticarius
Genre
Espèce
Synonymes
- Tmeticus corticarius Emerton, 1909
- Oedothorax seminolus Ivie & Barrows, 1935

Soulgas corticarius, unique représentant du genre Soulgas, est une espèce d'araignées aranéomorphes de la famille des Linyphiidae.

## Distribution
Cette espèce se rencontre aux États-Unis au Texas, en Floride, en Caroline du Nord, au Wisconsin, au Michigan, en Illinois, en Indiana, dans l'État de New York, au Connecticut, au Rhode Island et au Massachusetts et au Canada en Ontario, au Québec, au Nouveau-Brunswick, en Nouvelle-Écosse et en Terre-Neuve-et-Labrador.

## Description
Le mâle décrit par Bishop et Crosby en 1936 mesure 2 mm et la femelle 2 mm.

## Systématique et taxinomie
Cette espèce a été décrite sous le protonyme Tmeticus corticarius par Emerton en 1909. Elle est placée dans le genre Soulgas par Bishop et Crosby en 1936.
Oedothorax seminolus a été placée en synonymie par Lin, Lopardo et Uhl en 2022.

## Publications originales
- Emerton, 1909 : « Supplement to the New England Spiders. » Transactions of the Connecticut Academy of the Arts and Sciences, vol. 14, p. 171-236 (texte intégral).
- Bishop & Crosby, 1936 : « Studies in American spiders: Miscellaneous genera of Erigoneae. » Festschrift zum 60. Geburstage von Professor Dr. Embrik Strand, vol. 2, p. 52-64.